# Holub tchajwanský
Holub tchajwanský (Treron formosae) je druh zeleně zbarveného holubovitého ptáka z rodu Treron, obývajícího subtropické stálezelené listnaté lesy ve vysokohorských oblastech Tchaj-wanu, a nížinných částech souostroví na Filipínách.
Poprvé byl tento druh popsán Robertem Swinhoe v roce 1869.

## Popis
Dorůstá průměrně délky přibližně 33 cm, z čehož ocas zabírá mezi 10,2 až 12,1 cm, a zobák 1,8 až 1,9 cm celkové délky.
Je to středně velký pták s převážně zeleným zbarvením, a krátkým ocasem.
Vzhledem připomíná holuba klínoocasého, avšak s temnějším opeřením bez jakýkoliv jasně žlutých odstínů. Samice jsou zbarveny v různých odstínech zelené, samci mají rezavou čepičku, a nad křídly výraznou fialově šedou skvrnu (jinak je mezi nimi pohlavní dimorfismus téměř nepatrný).
Ozývá se tichým, hvízdavým, a proměnlivým „pú pú pú“, připomínající zvuk bambusové flétny.

## Chování a strava
Holub tchajwanský se živí hlavně ovocem a občas semeny. 
Svoje hnízdo si staví vysoko na stromech, převážně z malých větviček. 
Za jedno reprodukční období snese průměrně dvě bílá vejce.

## Rozšíření a populace
Dříve byl T. permagnus zařazen pod T. formosae, z kterého se však v roce 2021 vyčlenil jako samostatný druh.
V současnosti jsou známy dva poddruhy:
- T. f. formosae – vyskytuje se endemitně na Tchaj-wanu a Lan-jü do výšky 2000 m
- T. f. filipinus – obývá Batanéské a Babuyánské ostrovy na Filipínách

## Ohrožení
Kvůli ztrátě svého životního prostředí, odlesňování, lovu, a neustále se snižující středně velké populaci (cca. 10 000 plodných párů) je tento druh klasifikován jako téměř ohrožený.
V jiných oblastech (než na Filipínách) jsou ohrožení spíše neznámá.